# Kiawentiio
Kiawenti:io Tarbell, beter bekend als simpelweg Kiawentiio, (Akwesasne, 28 april 2006) is een Canadees actrice en zangeres. Ze speelde in diverse films en series, waaronder Beans, Anne with an E en Avatar: The Last Airbender.

## Levensloop
Kiawentiio werd geboren in een Mohawk familie in Akwesasne. Ze maakte in september 2019 haar acteerdebuut in de CBC-serie Anne with an E, waarin de ze rol van Ka'kwet vertolkte. Een jaar later, in september 2020, maakte Kiawentiio haar filmdebuut in de film Beans, voor deze rol won een Vancouver Film Critics Circle Award in de categorie One to Watch. Voor de film zong ze tevens het nummer Light at the End, dat als single werd uitgebracht. Hierna ging Kiawentiio verder met zingen en bracht ze in maart 2021 haar eerste EP uit onder de naam In My Head.
Daarnaast bleef Kiawentiio acteren en was ze onder andere te zien in Rutherford Falls en te horen in de Disney+ serie What If...?, voordat ze in 2024 de hoofdrol van Katara ging vertolken in de Netflix-serie Avatar: The Last Airbender.

## Filmografie

### Film
- 2020: Beans, als Beans / Tekehentahkhwa
- 2022: N'xaxaitkw, als Zarya

### Televisie
- 2019: Anne with an E, als Ka'kwet
- 2021: Rutherford Falls, als Maya Thomas
- 2023: What If...?, als Wahta (stemrol)
- 2024-heden: Avatar: The Last Airbender, als Katara

## Discografie

### EP
- 2021: In My Head

### Singles
- 2020: Light at the End
- 2021: This Moment
- 2021: Saying Goodnight, met Rasentonkwa Tarbell
- 2021: Unfamiliar
- 2021: In What World